# Аризона
Аризона (енгл. Arizona), је држава на југозападу САД. Аризона је шеста по величини и шеснаеста држава САД по броју становника. Главни и највећи град је Финикс. Остали већи градови су Тусон, Меса, Чандлер, Глендејл, Скотсдејл, Гилберт, Темпи, Пиорија и Сурпрајз. Према северу се граничи са Невадом и Јутом, према истоку са Новим Мексиком, према југу са мексичким државама Сонора и Доња Калифорнија, а према западу са Калифорнијом, такође додирује се са Колорадом у једној тачки на североистоку.
Аризона је примљена као 48. држава у састав САД, 14. фебруара 1912. године. За Аризону је карактеристична пустињска клима у њеном јужном делу, где су веома топла лета и веома благе зиме. У северном делу Аризоне могу се видети шуме борова, смрча, јела. Тамо се налази Колорадо плато и планински венци као што су планине Сан Франциска, велики и дубоки кањони. У Флагстафу и Алпајну се налазе скијашки центри.
Око четвртине територије Аризоне је дом народа Навахо, поред њих у Аризони се налазе и резервати племена Хопи, Тохоно Одам, Апача, Јакуј и племена која говоре јуманским језиком, као што су народи Јавапај, Кечан и Хвалапај.

## Етимологија
Опште је уверење да је име државе настало од ранијег шпанског имена, Аризонак, што значи “мало пролеће“ и указује само на област у близини мексичког рудника сребра по имену Планхас де Плата, у Сонори. Друга могућност је изворна баскијска реч haritz ona (”добар храст“).

## Географија
Аризона је смештена у југозападном делу Сједињених Америчких Држава и шеста је највећа држава у тој области, после Новог Мексика, а пре Неваде. Од њених 295.000 km² површине, око 15% је у приватном власништву. Преосталу површину чине јавне шуме, паркови, државно земљиште и резервати америчких урођеника.
Аризона је позната по својим пустињама, које су богате ксерофитним биљкама као што је кактус. Такође је позната по својој клими, коју одликују изузетно топла лета и благе зиме. Мање је позната Висораван Колорадо, обрасла боровима, у северно-централном делу државе, која је супротна од пустиње Базин и Рејнџ, у јужном делу државе.
Као и друге државе на југозападу, Аризона обилује топографским одликама своје пустињске климе. Више од половине државе чине планине и висоравни. Упркос малобројним падавинама, 27% Аризоне је прекривено шумама, што се може упоредити са данашњом Француском и Немачком. Највеће станиште Пондероза бора се налази у Аризони.
Аризона је смештена унутар Бејзин и Рејнџ области, у Северној Америци. Ова област је обликована праисторијским вулканима праћеним хлађењем и постепеним слегањем.
Велики Кањон је живописна, стрма клисура која је испресецана реком Колорадо, у северној Аризони. Кањон је један од седам природних светских чуда и већином је смештен у Националном парку Велики Кањон, који је један од првих од паркова у Сједињеним Америчким Државама. Председник Теодор Рузвелт је био главни предлагач у стварању области Великог Кањона, приликом својих бројних посета, ради лова планинских лавова и уживања у пејзажу. Милионима година, река Колорадо је пресецала канал и тако створила кањон. Близу две милијарде година историје Земље може се видети у пресецању Колорадо реке и њених притока, кроз слојеве земље које је уздигло Колорадо Висораван.
Аризона је постојбина најбоље очуваних места удара метеорита. Кратер Беринг метеорита (једноставно назван Метеорски кратер) је џиновска рупа усред Колорадо Висоравни, западно од Винслоуа. Ивица смрсканих и измешаних стена, од којих су неке величине малих кућа, уздижу се до 46 метара изнад нивоа околне равнице. Сам кратер је 1,6 km широк и дубок 170 метара. Аризона је једна од две државе, које се не придржавају летњег рачунања времена (друга држава су Хаваји), осим Нације Навахо, која се налази у североисточном делу државе.

### Земљотреси
Аризона је генерално област са слабим ризиком од земљотреса осим југозападне Аризоне, која има умерени ризик услед своје близине Јужној Калифорнији. Северна Аризона је умерено ризична због својих бројних недостатака. Области са најмањим ризиком су у близини и западно од Феникса.
Најранији земљотреси у Аризони су забележени у области Форт Јума, на калифорнијској страни реке Колорадо. Били су сконцентрисани у Царској долини или Мексику, 1800–те године. Први разарајући земљотрес унутар граница Аризоне, десио се 25. јануара 1906. године, праћен серијом других земљотреса у области Сокоро, у Новом Мексику. Удар је био разоран у Флагстафу. Године 1887. у Дагласу, Аризона осетио се удар јачине земљотреса 7,2 у близини Мексичке државе, Сонора.
Септембра 1910. серија од 52 земљотреса проузроковала је да грађевинске екипе напусте област у близини Флагстафа. Године када је Аризона постала држава, 18. августа, земљотрес је проузроковао рупу у области Сан Франциска. Држава је у Јануару 1935. доживела серију земљотреса у близини Великог Кањона и у области Јума. Аризона је доживела највећи земљотрес 1959. године, јачине 5,6. Центар земљотреса је био у близини Фредоније, у северозападном делу државе. Осетио се и у суседним државама Невада и Јута.
Активност земљотреса је генерално слаба, али мањи и јачи земљотреси могу ударити било када. Источна Аризона је осетила мањи земљотрес 8. октобра 2012. године.

### Клима
Због своје велике површине и варијације у висинама, Аризона има разнолике локалне климатске услове. У нижим областима, клима је углавном пустињска са благим зимама и изузетно топлим летима. Типично, од касне јесени до раног пролећа, време је умерено са просечном температуром од 16 °C. Од новембра до фебруара су најхладнији месеци, са температурама од 4–24 °C, повремено са мразевима.
Средином фебруара, температуре почињу да расту, са топлим данима и хладним, свежим ноћима. Летњи месеци од јуна до септембра доносе топле, суве дана се температурама од 32 °C до 49 °C. Рекордна температура у Аризони је измерена 29. јуна 1994 у Лејк Хавасу и износила је 53 °C, а најнижа температура је забележена у Лејк Хоулију, износила је –40 °C.
Годишња количина падавина екстремно варира од 71,628 mm измерених 1956. до 386,842 mm измерених 1978. године. Падавине се излучују током две кишне сезоне долазе са Пацифичког океана зими и са монсунима лети. Сезона монсуна појављује се пред крај лета. У јулу или августу, количина росе се брзо повећава за врло кратак период. Током овог периода ваздух садржи велике количине водене паре.

## Историја
У доба од 300. до око. 1200. постојала је Хохокам култура у јужној Аризони.
Шпански морепловци су истраживали делове територије данашње Аризоне још од 1539. године у бројним експедицијама.
Европски мисионари су стигли први пут у 16. веку: Маркос де Низа, шпански Фрањевац, путовао је око 1539. по јужном делу САД и описује седам златних градова. Франсиско Васкез де Коронадо, шпански конкистадор, тражио је те градове око 1540—1542.
Колонизацију Аризоне су покренули шпански католички мисионари. Подучавали су Индијанце католичкој вери. Након тога почели су Шпанци градити прве утврђене градове: (1752. Тубак, 1775. Тусон), да би учврстили власт на том подручју. Када је Мексико стекао своју независност од Шпаније 1821, Аризона је постала део територије Нове Калифорније. У Мексичко–америчком рату (1847) Сједињене Америчке Државе су окупирале град Мексико и области данашње Аризоне.
Након рата, Аризона је призната као део територије Новог Мексика све док се Јужни Мексико није отцепио од Уније тако да је 16. марта 1861. године настала конфедеративна територија Аризоне.
Коначну одлуку о имену Аризоне, донео је председник Линколн и то име се задржало до данас. У раном деветнаестом веку неке од већих градова основали су мормони. Настанили су се и у областима које су постале северна Аризона и северни Нови Мексико.
Аризона је постала америчка држава 14. фебруара 1912. године, као једна од последњих граничних држава која је призната.
Током Велике кризе, која је трајала двадесетих и тридесетих година 20. века, фарме памука и рудници, две најважније гране индустрије у Аризони, претрпеле су велике губитке.
Током Другог светског рата у Аризони су постојали логори за ратне заробљенике, који су укинути одмах након завршетка рата. У том периоду број становника Аризоне се драстично повећао.

## Демографија
| 1900.   | 1910.   | 1920.   | 1930.   | 1940.   | 1950.   | 1960.     | 1970.     | 1980.     | 1990.     | 2000.     | 2010.     |
| ------- | ------- | ------- | ------- | ------- | ------- | --------- | --------- | --------- | --------- | --------- | --------- |
| 122.931 | 204.354 | 334.162 | 435.573 | 499.261 | 749.587 | 1.302.161 | 1.745.944 | 2.718.215 | 3.665.228 | 5.130.632 | 6.392.017 |

Према проценама Бироа за попис становништва САД у Аризони је 1. јула 2011. живело 6.482.505 становника, што је повећање од 1,42% у односу на попис становништва из 2010. Аризона је током већег дела 19. века била ретко насељена. Према попису из 2010. Аризона је имала 6.392.017 становника. Белци су чинили 73% становништва, Афроамериканци 4,1%, Индијанци 4,6%, Азијати 2,8%, а Океанци (Полинежани, Микронежани и Меланежани) 0,2% становништва. Особе које припадају некој другој раси су чиниле 11,9% док су мелези чинили 3,4% становништва. Особе латиноамеричког порекла су чиниле 29,6% становништва.

Према етничком пореклу пет највећих група у Аризони су током 2009. чинили:

Мексиканци (27,4%);
Немци (16,0%);
Ирци (10,8%);
Енглези (10,1%);
Италијани (4,6%).
Изузимајући Аљаску и Хаваје, у Аризони живи највише говорника језика америчких Индијанаца са више од 85.000 говорника навахо језика, и 10.403 говорника језика апача током 2005. године. Округ Апачи у Аризони има највише говорника неког од језика америчких Индијанаца у САД.
Током 2010. илегални имигранти су чинили 7,9% становништва Аризоне, што је Аризону сврстало на друго место у САД, иза Неваде.

### Највећи градови
- Финикс
 1.445.632
- Тусон
 520.116
- Меса
 439.041
- Чандлер
 236.123
- Глендејл
 226.721
- Скотсдејл
 217.385
- Гилберт
 208.453
- Темпи
 161.719
- Пиорија
 154.065
- Флагстаф
 134.421

- Густина насељености
- Говорници шпанског језика

### Вероисповест
Према подацима из 2000. удружења АРДА (енгл. Association of Religious Data Archives) три највеће деноминације у Аризони су католици, евангелисти и остали протестанти. Католичка црква има највећи број следбеника у Аризони (974.883), мормонска црква има 251.974 следбеника, а баптистичка 138.516 верника. Највише парохија има мормонска црква (643) док баптистичка црква има 323 парохије.
Према истраживању из The Pew Forum 2007. становништво Аризоне по вероисповести изгледа овако:
- протестанти– 40%;
- католици – 25%;
- нерелигиозни – 22%;
- мормони – 4%;
- Јеховини сведоци – 1%;
- јевреји – 1%;
- будисти – 1%;
- остале религије – 4%;
- одбили да се изјасне – 2%.

## Административна подела
Аризона је подељена на 15 округа:
| - Округ Апачи - Округ Грејам - Округ Гринли - Округ Јавапај - Округ Јума | - Округ Коконино - Округ Кочиз - Округ Ла Паз - Округ Марикопа - Округ Мохаве | - Округ Навахо - Округ Пима - Округ Пинал - Округ Санта Круз - Округ Хила |

## Економија
Током историје, економија Аризоне се ослањала на угаљ, памук, стоку, јужно воће и туризам. Угаљ се и даље копа и чини две трећине производње у земљи.

## Политика
Главни град Аризоне је Феникс. Законодавна власт у Аризони је дводомна и састоји се од Сената и Представничког дома. Свака од 30 законодавних области има једног сенатора и два представника, који се бирају на две године. Извршну власт у Аризони има гувернер, који се бира на четири године.
Државна политика Аризоне је и даље под великим утицајем Републиканске странке, посебно њеног конзервативног крила. Они такође бирају и:
- Гувернера
- Државног секретара
- Јавног тужиоца
- Државног благајника
- Државног инспектора рударства

По политичкој надлежности, Аризона је подељена на округе, којих је 1983. године било 15. То су:
- Апачи
- Кочиз
- Коконино
- Гила
- Грам
- Гринли
- Ла Паз
- Марикопа
- Мохаве
- Навахо
- Пима
- Пинал
- Санта Круз
- Јавапаи
- Јума